# Treinramp van Kontich

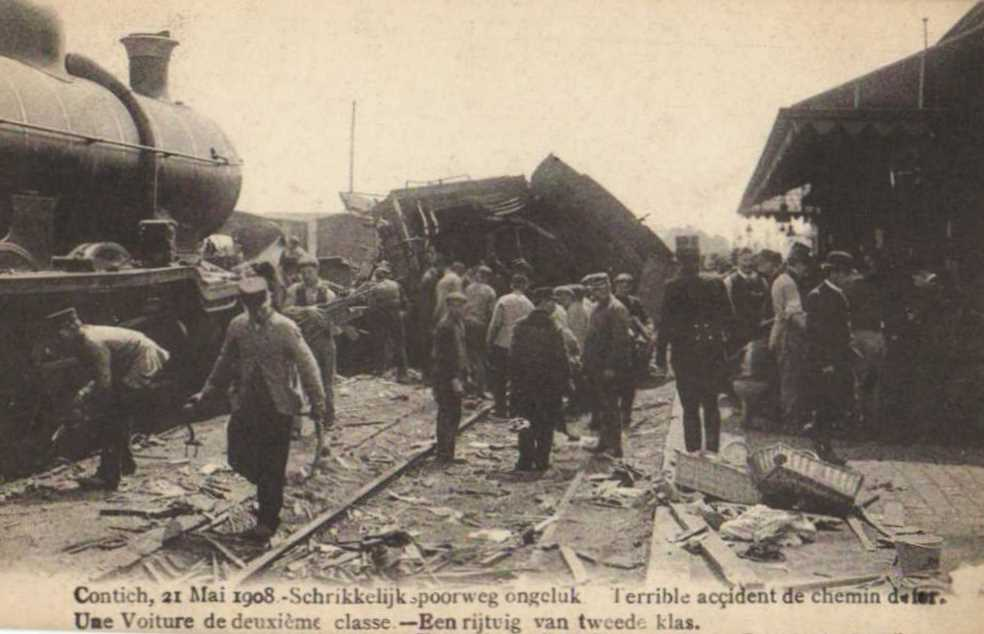
Treinramp van Kontich, foto in een krant van 21 mei 1908.

De treinramp van Kontich (21 mei 1908) was een van de dodelijkste Belgische spoorwegongevallen.
Een trein reed bij de Ooststatie van Kontich in op een stilstaande trein met een snelheid van 30 kilometer per uur. De rijdende trein boorde zich in de wachtende wagons. Er vielen 41 doden en 340 gewonden, vooral arbeiders, soldaten en bedevaarders. De ramp werd wellicht veroorzaakt doordat een wisselwachter een wissel verkeerd zette. Na het accident vluchtte hij weg en zat hij een dag biddend en wenend in het kapelletje van het Kapelletjesbos te Kontich-Kazerne.
De ramp werd een van de eerste filmische beeldverslagen. Velen gingen de ramp in de bioscoop bekijken. Tot op heden zijn veel foto's in omloop.
In het Antwerpse bestaat het gezegde "De ramp van Kontich!". Het drukt uit dat er iets héél ergs gebeurde. De voetbalcommentator Rik De Saedeleer gebruikte de uitdrukking tijdens de wedstrijd België-Polen (0-3) in 1982.